# دوري (باد كاليه)
دوري، باد كاليه (بالفرنسية: Dury, Pas-de-Calais)‏ هي بلدية تقع في إقليم باد كاليه من منطقة نور با دو كاليه في شمال فرنسا. تبلغ مساحة هذه المدينة 5.31 (كم²)، وترتفع عن سطح البحر 71 م، يبلغ عدد سكانها 295 نسمة حسب إحصاء المعهد الوطني للإحصاء والدراسات الاقتصادية سنة 2009 م. وترأس Claude Bachelet البلدية خلال فترة (2008-2014).